# Rosica (dopływ Wisły)
Rosica – struga, prawy dopływ Wisły o długości 9,92 km.
Źródło strugi znajduje się w powiecie płockim, w gminie Radzanowo. Płynie stromą doliną przez gminę Radzanowo, dalej granicą Płocka i gminy Słupno. W Płocku przepływa przez osiedla: Zielony Jar, Podolszyce Południe, Imielnicę i Borowiczki (Ośnica i Gmury), gdzie uchodzi do Wisły.